# خوزه ریورا (نمایشنامه‌نویس)
خوزه ریورا (اسپانیایی: José Rivera‎؛ زادهٔ ۲۴ مارس ۱۹۵۵) فیلم‌نامه‌نویس، نویسنده، تهیه‌کننده تلویزیونی و نمایشنامه‌نویس اهل پورتوریکو است.
از فیلم‌هایی که وی در آن‌ها نقش داشته است، می‌توان به در جاده و خاطرات موتورسیکلت اشاره نمود.
همچنین برندهٔ جوایزی همچون جایزه اوبی، جایزه گویا برای بهترین فیلم‌نامه اقتباسی شده و یک بار هم نامزد دریافت اسکار بهترین فیلم‌نامه اقتباسی گردید. وی بابت نگارش فیلم‌نامه‌هایش برندهٔ جوایزی از انجمن منتقدان فیلم آرژانتین، انجمن منتقدان فیلم آنلاین و انجمن نویسندگان آمریکا شده است.